# Liste der Kulturdenkmäler in Metzlos-Gehaag
Die folgende Liste enthält die in der Denkmaltopographie ausgewiesenen Kulturdenkmäler auf dem Gebiet des Ortsteils Metzlos-Gehaag der Gemeinde Grebenhain, Vogelsbergkreis, Hessen.
Hinweis: Die Reihenfolge der Denkmäler in dieser Liste orientiert sich an der Anschrift, alternativ ist sie auch nach der Bezeichnung oder der Bauzeit sortierbar.
Kulturdenkmäler werden fortlaufend im Denkmalverzeichnis des Landes Hessen durch das Landesamt für Denkmalpflege Hessen auf Basis des Hessischen Denkmalschutzgesetzes (HDSchG) geführt. Die Schutzwürdigkeit eines Kulturdenkmals hängt nicht von der Eintragung in das Denkmalverzeichnis des Landes Hessen oder der Veröffentlichung in der Denkmaltopographie ab.

| Bild                 | Bezeichnung                 | Lage                                                 | Beschreibung | Bauzeit | Objekt-Nr. |
| -------------------- | --------------------------- | ---------------------------------------------------- | --- | ------- | ---------- |
| Bild gesucht BW      | Gesamtanlage Metzlos-Gehaag | Lage                                                 | |         |            |
| Spritzenhaus         | Spritzenhaus                | Am Born 6 LageFlur: 1, Flurstück: 81                 | Kleiner verputzter Massivbau mit Schlauchturm, um 1950 erbaut |         |            |
| Bild gesucht BW      |                             | Am Born 10 LageFlur: 1, Flurstück: 82/2              | Exponiert gelegene Hofanlage, Einhof mit Wohnteil vermutlich aus dem beginnenden 19. Jahrhundert, im rechten Winkel Stall- und Tennenflügel aus der ersten Hälfte bis zur Mitte des 20. Jahrhunderts |         |            |
| Bild gesucht BW      | Gefallenendenkmal           | Metzloser Straße o. Nr. LageFlur: 1, Flurstück: 38/1 | Kleines Denkmal, 1922 errichtet | 1922    |            |
| Bild gesucht BW      |                             | Weiherseifenweg 9 LageFlur: 1, Flurstück: 85         | Zweizoniger Wohnteil einer Hofanlage, Fachwerkgefüge wohl noch aus dem 18. Jahrhundert, vermutlich ältestes erhaltenes Haus im Ort                                                                   |         |            |
| Bild gesucht BW      |                             | Weiherswiesenweg 3 LageFlur: 1, Flurstück: 68/3      | Fünfzoniger traufständiger Einhof aus dem mittleren bis späten 19. Jahrhundert |         |            |
| Backhaus             | Backhaus                    | Wünschen-Mooser Straße 10 LageFlur: 1, Flurstück: 75 | Massivbau aus Basalt, 1823 erbaut | 1823    |            |
| Ehemaliges Schulhaus | Ehemaliges Schulhaus        | Wünschen-Mooser Straße 18 LageFlur: 1, Flurstück: 3  | Ehemaliges Schulhaus (1900–1968), 1900 erbaut | 1900    |            |